# Sétimo Céu (Porto Alegre)
Sétimo Céu é um bairro nobre da zona sul da cidade brasileira de Porto Alegre, capital do Estado do Rio Grande do Sul.

## História

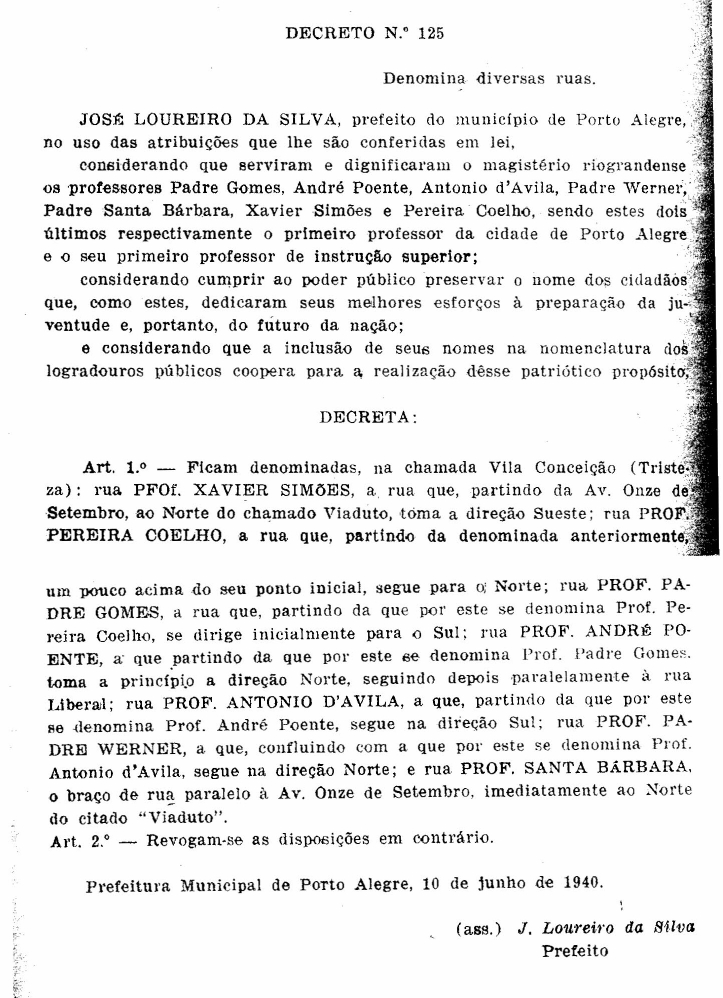
Decreto n° 125, de 10 de junho de 1940, que deu nomes às principais vias do Sétimo Céu.

As vias que compõem o bairro foram fundadas como parte do loteamento Vila Conceição, do qual também fazia parte o atual bairro Vila Conceição, que faz divisa com o Sétimo Céu. Até hoje existe um marco na entrada do Sétimo Céu, no início da Rua Professor Xavier Simões (esquina com Avenida Wenceslau Escobar), com a inscrição "Vila Conceição" e a data 1940. Logo na entrada do bairro fica a praça Tito Tajes. A Associação dos Moradores do Sétimo Céu foi fundada em 1996.
O bairro apresenta baixíssimos índices de violência e elevados índices de educação, porém ainda assim 1,82% dos moradores do bairro sendo analfabetos.
É um dos bairros com menor densidade populacional de Porto Alegre, tendo em vista que 70% da área do bairro é ocupada pelo Parque Natural Morro do Osso, uma área verde com proteção ambiental. Uma das entradas das trilhas do parque está aos fundos da Rua Professor Padre Werner, onde está situada a "Aldeia Morro do Osso" da comunidade indígena Kaingang.
Alguns pontos de referência conhecidos são a igreja, a casa (toda construída em pedra) e o salão da Paróquia do Sagrado Coração de Jesus, na Rua Nossa Senhora de Lourdes, além de dois cemitérios: o Cemitério Municipal Tristeza (Rua Liberal, n. 19), e o contíguo Cemitério Israelita (Rua Liberal, n. 39), fundado em 1932.

## Galeria

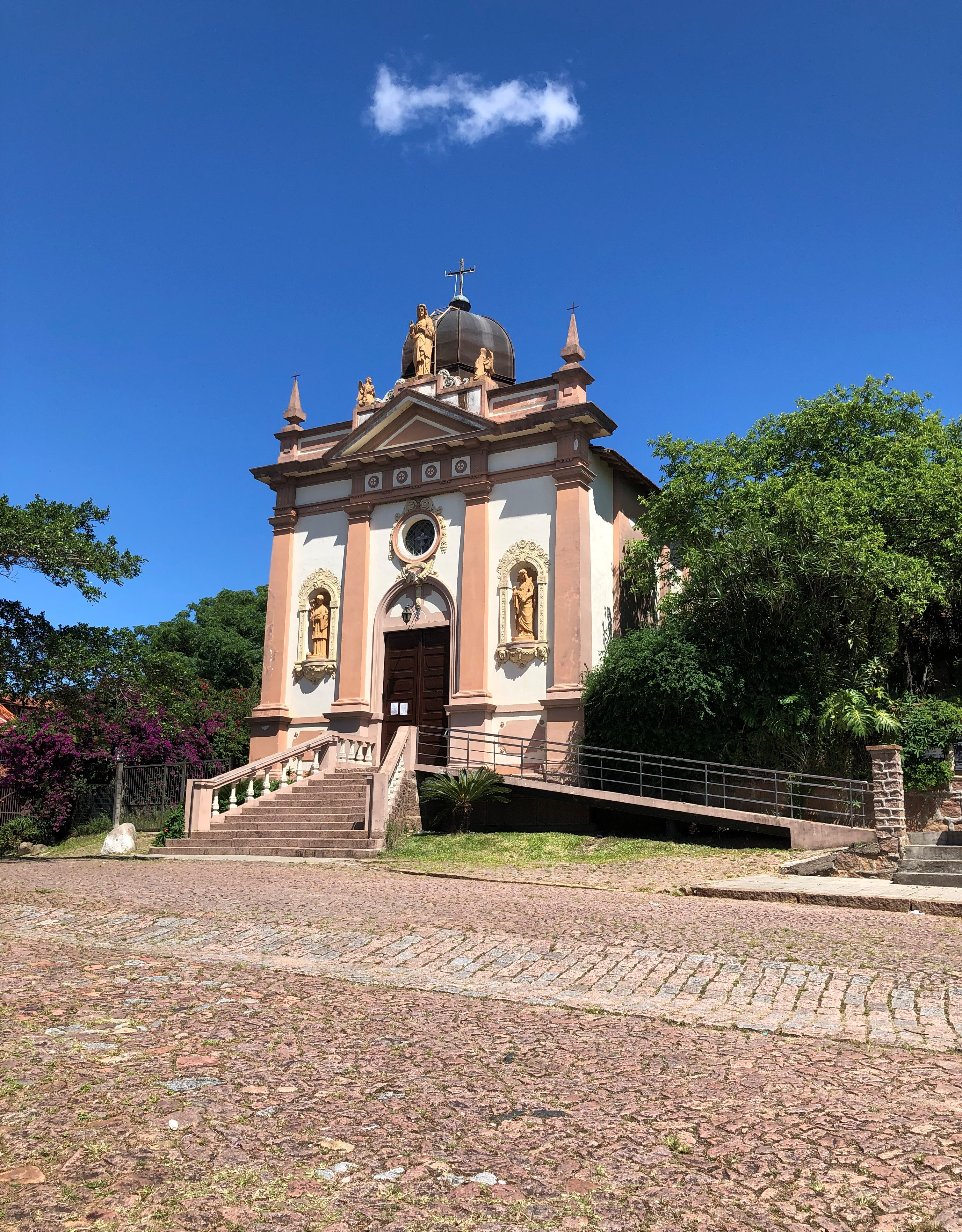
Paróquia Sagrado Coração de Jesus
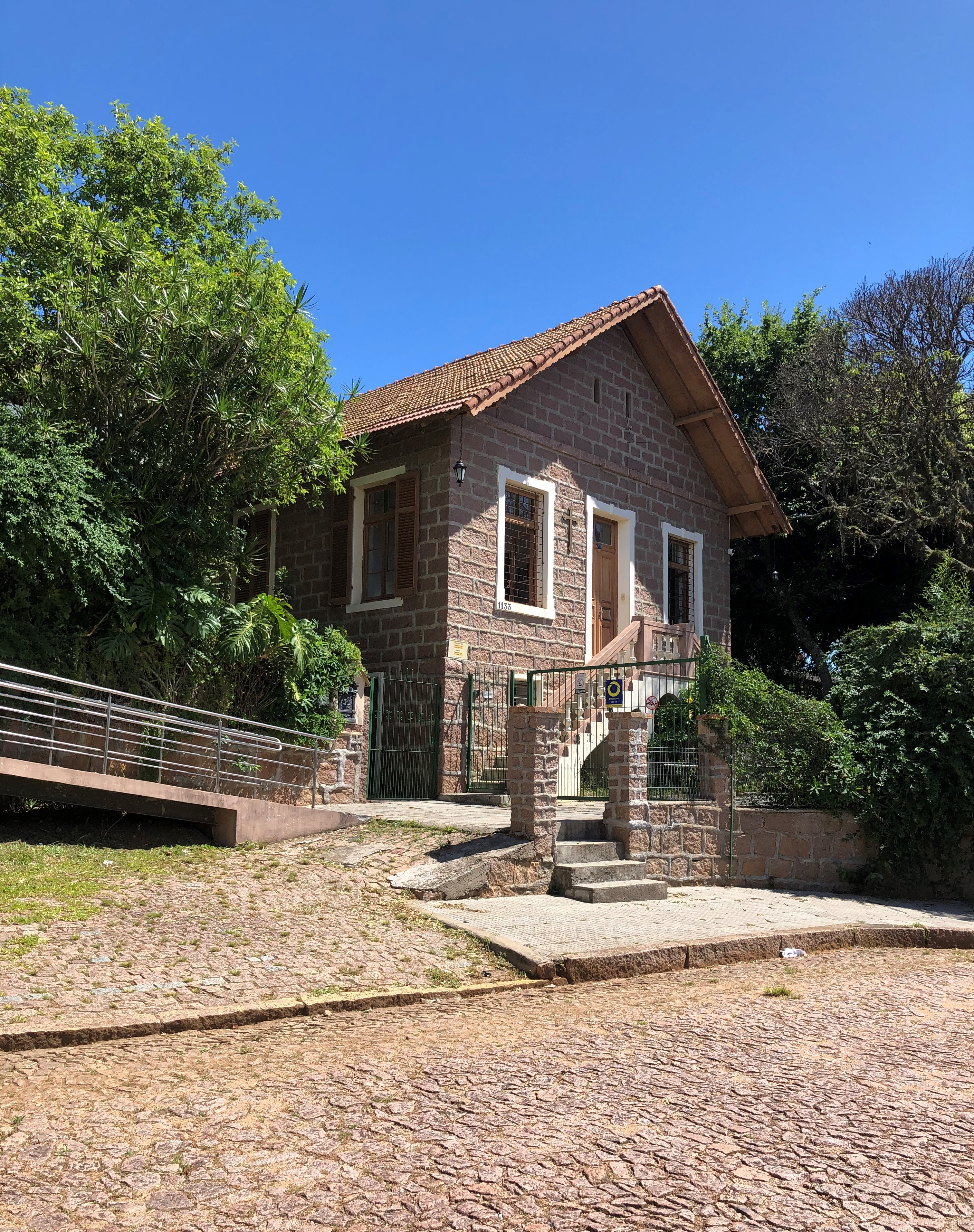
Casa paroquial
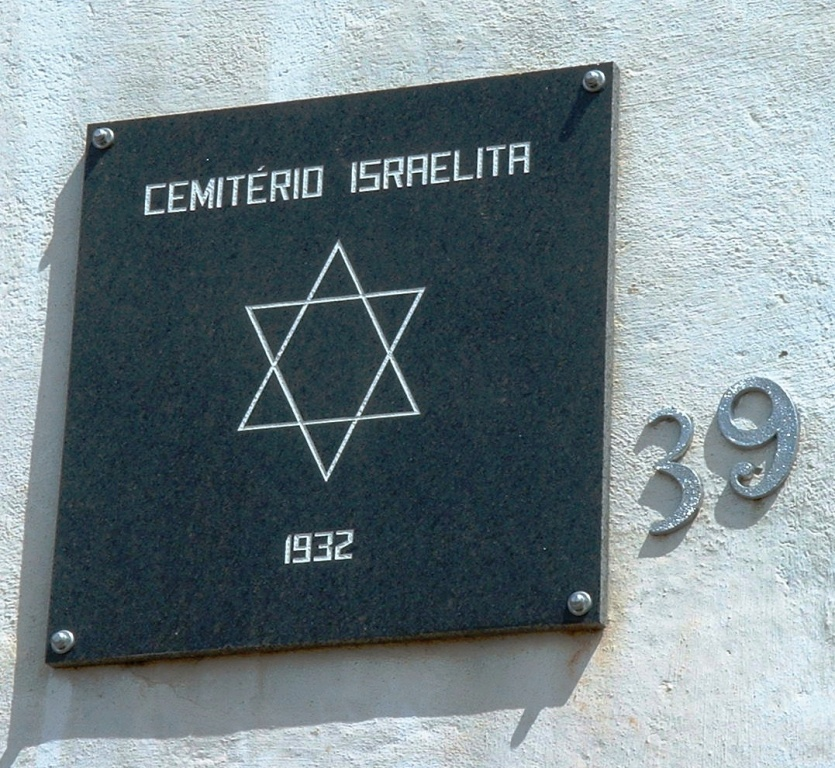
Placa à entrada do Cemitério Israelita